# La Castellana (Negros Ocidental)
La Castellana é um município de  primeira classe de renda municipal (d) na província Negros Ocidental, nas Filipinas. De acordo com o censo de 1 de maio  de  2020 possui uma população de 79 492 pessoas e 5 398 domicílios.